# Wiggle (Unternehmen)
Wiggle Ltd. ist ein im Vereinigten Königreich ansässiger Online-Händler für Sportartikel mit Sitz in Portsmouth, der weltweit tätig ist.

## Geschichte
Im Jahr 1999 gründeten Mitch Dall und Harvey Jones wiggle.co.uk im Hinterzimmer des Fahrradgeschäfts Butlers Cycles, das von Dall in Portsmouth betrieben wurde. Anfänglich boten sie Artikel aus den unterschiedlichsten Bereichen an, von denen sie sich gute Einnahmen erhofften. Nachdem sie sich jedoch auf Fahrräder konzentrierten, stellte sich der Erfolg ein und ab 2003 wurden die Produkte nur noch online vertrieben. Seit diesen Anfängen wurden auch Produkte aus den Bereichen Laufen, Schwimmen und Triathlon in das Sortiment von Wiggle Ltd. aufgenommen. Insgesamt besteht das Produktangebot mittlerweile aus ca. 40.000 SKUs (Stock Keeping Unit). Diese umfassen Komponenten, Bekleidung, Schuhe und Sportcomputer.
Im Jahr 2006 ging Wiggle eine Partnerschaft mit dem Private-Equity-Unternehmen ISIS ein, die in Wiggle investierte und einen Firmenanteil von 42 % erwarb. Zu dieser Zeit wurde der Wert der Firma als 30 Millionen Pfund erachtet. Im Dezember 2011 wurde ein Großteil der Firmenanteile unter Leitung von Geschäftsführer Humphrey Cobbold von Private-Equity-Investoren Bridgepoint Capital erworben. 2011 stieg der Jahresumsatz a £ 137,91 Millionen, was einem Anstieg von 53,7 % gegenüber 2010 entspricht.
2021 wurde Wiggle von Signa Sports United, einer zur Untergruppe Signa Retail der österreichischen Signa Holding zählenden Handelsplattform, übernommen.

## Produkte
Das Sortiment von Wiggle umfasst Produkte vieler Marken, darunter Cinelli, Shimano, Garmin, Boardman Bikes und Colnago, sowie eigene Marken wie Verenti Fahrräder und dhb-Sportbekleidung.